# Церква Всіх Святих (Феодосія)
Храм Всіх Святих — храм в Феодосії, що належить Феодосійському благочинню Української православної церкви.

## Історія
Перший храм Всіх Святих на місці нинішнього був збудований у 1880-х роках і освячений 29 квітня 1885 року. В його архітектурі були присутні елементи готики, давньоруського і візантійського стилів. Архітектором храму був відставний інженер-капітан російського Чорноморського флоту Матвій Соломонович Нич, згодом похований недалеко від храму. З 1899 по 1904 роки в храмі служив Модест (Нікітін), майбутній єпископ Севастопольський. З 1906 по 1920 роки в храмі служив Олексій Богаєвський, який з 1920-х став благочинним Феодосійського округу.
У 1938 році церква, як і більшість храмів Криму, була закрита в ході антирелігійної кампанії, яка проводилася радянською владою. У 1942 році в часи німецької окупації стараннями колишніх парафіян і міського голови І. С. Харченка храм був знову відкритий. Після смерті кримського архієпископа Луки (Войно-Ясенецького), влада вирішила закрити храм. Дзвони були скинуті на дно Феодосійської затоки, а сам храм був підірваний військовими підривниками вночі, щоб не привертати уваги парафіян. Пізніше, у тому ж 1961 році помер і останній настоятель храму отець Євгеній Руденко, який раніше служив у Олександро-Невському соборі Ялти.
Від першого Всесвятського храму залишились церковні ворота і склеп-каплиця князів Чернецьких.

### Другий храм
У 1992 році община храму Всіх Святих почала підготовчі роботи по відновленню церкви. У 1996 році настоятелем храму став Михайло Ситенко, в майбутньому — благочинний Феодосійського округу, стараннями котрого почалось будівництво другого храму. Архітектори А. І. Калабухов, С. М. Ареф'єва, Ф. Е. Астаф'єва по фотографіям колишнього храму створили новий проект. Будівельні роботи почались 28 липня 1999 року, а 28 квітня 2001 року був встановлений головний купол і хрест на ньому. Розпис храму виконали сіверодонецькі художники під керівництвом Е.Маковій. Стіни храму позолочені, в сюжетах розпису використані мотиви Боттічеллі та Іванова. 30 листопада 2005 року митрополит Сімферопольський і Кримський Лазар (Швець) освятив храм Всіх Святих.

## Сучасність
У церкві зберігаються ікони з часточками мощей Іова Почаєвського, Інокентія Іркутського, Луки (Войно-Ясенецького).
При церкві працює духовна школа, музей храму, дитячий театр та інші об'єднання, працює піклувальна рада «Бережи і пам'ятай», створена у 2000 році. Її стараннями відкритий невеликий музей, облаштовується старе кладовище, планується створення меморіалу і лапідарію, проводяться екскурсійні маршрути до поховань відомих діячів науки, мистецтва, до братських могил захисників, які віддали свої життя в роки громадянської і Другої світової воєн.
Адреса: Феодосія, вул. Назукіна, 17.